# John Scheve
John Scheve (Almelo, 11 februari 1960) is een Nederlands voormalig voetballer, die tijdens zijn loopbaan voornamelijk voor FC Twente uitkwam. Hij speelde in de verdediging, zowel centraal als aan de rechterkant en gold als een grote belofte.

## Loopbaan
Scheve kwam aanvankelijk uit voor FC Groningen, destijds spelend in de Eerste divisie. Op 29 januari 1978 maakte hij op 17-jarige leeftijd zijn debuut in de basisopstelling van het eerste elftal, dat speelde tegen sc Heerenveen. Het zou bij deze ene wedstrijd voor de Groningers blijven; twee weken later werd hij getransfereerd naar FC Twente, waar hij werd toegevoegd aan de jeugdopleiding. Inmiddels was Scheve door de KNVB bondscoach Ger Blok geselecteerd als vaste waarde voor Nederlands elftal onder 15, die zich dat jaar plaatste voor het EK.
Op 21 april 1979 maakte Scheve zijn debuut voor FC Twente, in een met 1-0 verloren wedstrijd tegen Go Ahead Eagles. Hij speelde vierenhalf seizoen in Enschede. In 1979, 1980 en 1981 werd hij meerdere keren geselecteerd voor Jong Oranje en het Nederlands elftal onder 18. Met Twente kwam hij drie keer uit in Europees verband: in 1979 thuis tegen Panionios en in 1980 uit tegen Dynamo Dresden en IFK Goteborg. In 1982 werd Scheve door FC Twente uitgeleend aan PEC Zwolle. Een jaar later keerde hij terug bij FC Twente, dat inmiddels naar de eerste divisie was gedegradeerd. Hij tekende een driejarig contract. Scheve scoorde zijn enige doelpunt voor de Tukkers op 19 februari 1984 in een uitwedstrijd tegen N.E.C. Met Twente promoveerde Scheve in 1984 naar de Eredivisie.
In seizoen 1984/85 speelde Scheve nog regelmatig, maar in het daaropvolgende seizoen kampte hij met een peesontsteking en kwam hij tot slechts vier wedstrijden. Het waren zijn laatste wedstrijden; ondanks dat hij in seizoen 1986/87 nog onder contract stond kwam hij niet meer tot spelen. Scheve speelde in totaal acht seizoenen voor FC Twente.
Na zijn actieve voetballoopbaan was Scheve als hoofdtrainer/jeugdtrainer werkzaam voor FC Twente, Heracles Almelo en amateurverenigingen STEVO en NEO. In dienst van de KNVB is hij werkzaam geweest als regio-, club- en talentcoach en verzorgt hij kadercursussen VC1 en VC2 aan de KNVB Academie. In seizoen 2014/15 was hij werkzaam als hoofd opleidingen bij DETO Twenterand uit Vriezenveen. Na een seizoen stopte hij met deze werkzaamheden in verband met te drukke werkzaamheden als KNVB-docent. Vanaf het seizoen 2021/22 vervulde John Scheve tevens de rol als KNVB-docent en docentbegeleider.

## Statistieken
| Seizoen | Club          | Land      | Competitie     | Wed. | Goals |
| ------- | ------------- | --------- | -------------- | ---- | ----- |
| 1977/78 | FC Groningen  | Nederland | Eerste divisie | 1    | 0     |
| 1978/79 | FC Twente '65 | Nederland | Eredivisie     | 4    | 0     |
| 1979/80 | FC Twente '65 | Nederland | Eredivisie     | 16   | 0     |
| 1980/81 | FC Twente     | Nederland | Eredivisie     | 19   | 0     |
| 1981/82 | FC Twente     | Nederland | Eredivisie     | 20   | 0     |
| 1982/83 | → PEC Zwolle  | Nederland | Eredivisie     | 28   | 1     |
| 1983/84 | FC Twente     | Nederland | Eerste divisie | 26   | 0     |
| 1984/85 | FC Twente     | Nederland | Eredivisie     | 27   | 0     |
| 1985/86 | FC Twente     | Nederland | Eredivisie     | 4    | 0     |
| Totaal  | Totaal        | Totaal    | Totaal         | 145  | 2     |